# علی‌آباد (پایین جام)
علی آباد روستایی در دهستان گل بانو بخش پائین جام شهرستان تربت جام استان خراسان رضوی ایران است.

## جمعیت
بر پایه سرشماری عمومی نفوس و مسکن در سال ۱۳۹۵ جمعیت این روستا ۴۴۳ نفر (در ۱۲۲ خانوار) بوده است.